# 紅點海鯡鯉
紅點副緋鯉，又稱紅點海鯡鯉，俗名秋姑、鬚哥，為輻鰭魚綱鱸形目鬚鯛科的其中一個種。

## 分布
本魚分布於印度太平洋區，包括東非、紅海、波斯灣、馬爾地夫、葛摩、模里西斯、塞席爾群島、印度、斯里蘭卡、馬來西亞、安達曼海、泰國、菲律賓、印尼、中國沿海、台灣、越南、新幾內亞、所羅門群島、澳洲、马里亚纳群岛、馬紹爾群島、密克羅尼西亞、帛琉、諾魯、斐濟群島、東加、吉里巴斯、吐瓦魯、萬那杜、法屬玻里尼西亞、墨西哥、薩爾瓦多、巴拿馬、哥斯大黎加、加拉巴哥群島、厄瓜多等海域。

## 深度
水深12至350公尺。

## 特徵
本魚體呈鮮紅色，背部較濃，腹側較淡。第一背鰭第五硬棘下方的側線下，有一如鱗片大小的朱紅色小斑點。尾鰭深分叉，背鰭兩個。背鰭硬棘共8枚、軟條共9枚；臀鰭硬棘1枚、軟條7枚。側線鱗片數25至30枚。體長可達36公分。

## 生態
本魚多發現在岩石海岸的石礫底水域，偶出現在沙泥質海域。大於多獨自活動，小魚則三五成群。肉食性，以底棲動物為食。

## 經濟利用
美味的食用魚，適合紅燒、煮湯或煎食。另外也可當作觀賞魚。